# Centropogon yungasensis
Centropogon yungasensis är en klockväxtart som beskrevs av Nathaniel Lord Britton. Centropogon yungasensis ingår i släktet Centropogon och familjen klockväxter. Inga underarter finns listade i Catalogue of Life.